# 北村菜々美
北村 菜々美（きたむら ななみ、1999年11月25日 - ）は、大阪府大阪市出身の女子サッカー選手。日テレ・東京ヴェルディベレーザ所属。登録ポジションはミッドフィールダー （サイドハーフ、インサイドハーフ）。セレッソ大阪堺レディース（現セレッソ大阪ヤンマーレディース）3期生。

## 経歴・人物
小学校の時に正覚寺フットボールクラブ、大阪苅田ジュニアサッカークラブでサッカーを始める。
羽衣国際大学の学生だった。
2011年夏に神戸新聞社後援の「第14回神鍋ジュニアサッカーサマーカーニバル」に参加し、女子敢闘賞を受賞している。また同年10月に大阪府サッカー協会主催の「OFAセントラルトレセン 女子U-12」に選抜された経験がある。

### セレッソ大阪堺レディース
2012年、子供の頃からセレッソ大阪を応援しており、現在のセレッソ大阪ヤンマーレディースであるセレッソ大阪レディースのセレクションを受け合格し、入団。以降は中学生ながら大人のチームを相手に試合をすることになる。
2014年、チャレンジリーグ第20節、中学３年生でセレッソ大阪堺レディースの選手としてデビュー。
2018年、左サイドバックでプレーし、スピードを生かしたドリブルや連携プレーを見せリーグ戦全試合に出場した。
2019年、自身最多のリーグ戦3得点を記録。
2020年、自身最多を更新するリーグ戦4得点を記録。9年間育ったセレッソから日テレ・東京ヴェルディベレーザに完全移籍する事が発表された。

### 日テレ・東京ヴェルディベレーザ
2021年、日テレ・東京ヴェルディベレーザに加入した。
2023-24シーズン、優秀選手賞を受賞した。
2024-25シーズンはベレーザのWEリーグ初優勝に貢献し、自身も初のベストイレブンを受賞した。

### 日本代表
年代別代表では2016年のU-17日本女子代表のアメリカ遠征が初召集で、カーソンでのU-18大韓民国女子代表戦で後半開始から冨田実侑と交代して出場したのが最初のキャリアである。同年9月の2016 FIFA U-17女子ワールドカップではグループリーグ2試合と準決勝、決勝で先発フル出場した。
2017年、U-19日本女子代表に選出されてAFC U-19女子選手権2017に出場し、本大会では4試合に左サイドバックとして先発フル出場してアジア制覇を成し遂げた。
2018年、U-20日本女子代表に選出され、2018 FIFA U-20女子ワールドカップに出場。本大会では準決勝（イングランド戦）を除く5試合に先発フル出場、準々決勝のドイツ戦でダメ押しとなる宝田沙織のゴールをアシストするなど活躍、セレッソ大阪堺レディースでチームメイトの宝田沙織、林穂之香と共に日本の初優勝に貢献した。シーズン終了後の2019年1月のなでしこジャパン候補合宿に招集され、これがセレッソ大阪堺レディース初のなでしこジャパン招集となった。

## 個人成績

### クラブ
| クラブ                   | シーズン | リーグ         | 背番号 | リーグ戦 | リーグ戦 | カップ戦 | カップ戦 | リーグ杯 | リーグ杯 | AFC  | AFC  | 合計 | 合計 |
| クラブ                   | シーズン | リーグ         | 背番号 | 出場     | 得点     | 出場     | 得点     | 出場     | 得点     | 出場 | 得点 | 出場 | 得点 |
| ------------------------ | -------- | -------------- | ------ | -------- | -------- | -------- | -------- | -------- | -------- | ---- | ---- | ---- | ---- |
| セレッソ大阪堺レディース | 2014     | チャレンジ     | 25     | 5        | 0        | -        | -        | —        | —        | —    | —    | 5    | 0    |
| セレッソ大阪堺レディース | 2015     | チャレンジWEST | 25     | 11       | 2        | -        | -        | —        | —        | —    | —    | 11   | 2    |
| セレッソ大阪堺レディース | 2016     | なでしこ2部    | 17     | 12       | 2        | 1        | 0        | 9        | 1        | —    | —    | 22   | 3    |
| セレッソ大阪堺レディース | 2017     | なでしこ2部    | 17     | 16       | 2        | 2        | 0        | 8        | 1        | —    | —    | 26   | 3    |
| セレッソ大阪堺レディース | 2018     | なでしこ1部    | 7      | 18       | 1        | 2        | 0        | 8        | 2        | —    | —    | 28   | 3    |
| セレッソ大阪堺レディース | 2019     | なでしこ2部    | 7      | 16       | 3        | 2        | 1        | 4        | 0        | -    | -    | 22   | 4    |
| セレッソ大阪堺レディース | 2020     | なでしこ1部    | 7      | 17       | 4        | 3        | 0        | —        | —        | —    | —    | 20   | 4    |
| セレッソ大阪堺レディース | 通算     | 通算           | 通算   | 95       | 14       | 10       | 1        | 29       | 4        | 0    | 0    | 134  | 19   |
| 日テレ・東京ベレーザ     | 2021-22  | WE             | 14     | 12       | 4        | 2        | 1        | —        | —        | —    | —    | 14   | 5    |
| 日テレ・東京ベレーザ     | 2022-23  | WE             | 14     | 20       | 4        | 4        | 1        | 5        | 0        | —    | —    | 29   | 5    |
| 日テレ・東京ベレーザ     | 2023-24  | WE             | 7      | 20       | 6        | 2        | 1        | 4        | 1        | -    | -    | 26   | 8    |
| 日テレ・東京ベレーザ     | 2024-25  | WE             | 7      | 21       | 5        | 3        | 0        | 6        | 0        | -    | -    | 30   | 5    |
| 日テレ・東京ベレーザ     | 通算     | 通算           | 通算   | 73       | 19       | 11       | 3        | 15       | 1        | 0    | 0    | 99   | 23   |
| 通算                     | 日本     | 日本           | 1部    | 108      | 24       | 16       | 3        | 23       | 3        | 0    | 0    | 147  | 30   |
| 通算                     | 日本     | 日本           | 2部    | 49       | 7        | 5        | 1        | 21       | 2        | 0    | 0    | 75   | 10   |
| 通算                     | 日本     | 日本           | 3部    | 11       | 2        | 0        | 0        | 0        | 0        | 0    | 0    | 11   | 2    |
| 総通算                   | 総通算   | 総通算         | 総通算 | 168      | 33       | 21       | 4        | 44       | 5        | 0    | 0    | 233  | 42   |

- 日本女子サッカーリーグ
  - 初出場 - 2014年7月26日 チャレンジリーグ 第20節 日本体育大学女子サッカー部戦 (しんよこフットボールパーク)[17]
  - 初得点 - 2015年5月2日 チャレンジリーグWEST 第5節 NGU名古屋FCレディース戦 (名古屋市港サッカー場)[17]

- WEリーグ
  - 初出場 - 2021年9月12日 第1節 三菱重工浦和レッズレディース戦 (味の素フィールド西が丘)[18]
  - 初得点 - 2021年10月16日 第6節 ちふれASエルフェン埼玉戦 (味の素フィールド西が丘)[18]

### 代表
- 2021年4月8日 - 日本代表初出場 -  パラグアイ戦 (国際親善試合)

#### 主な出場大会
- U-17日本女子代表
  - 2016年 - FIFA U-17女子ワールドカップ ヨルダン大会（準優勝）
- U-19日本女子代表
  - 2017年 - AFC U-19女子選手権2017（優勝）
- U-20日本女子代表
  - 2018年 - FIFA U-20女子ワールドカップ フランス大会（優勝）
- 日本女子代表
  - 2021年 - 2020年東京オリンピック

#### 試合数
| 日本代表 | 国際Aマッチ | 国際Aマッチ |
| 年       | 出場        | 得点        |
| -------- | ----------- | ----------- |
| 2021     | 7           | 0           |
| 2022     | 1           | 0           |
| 通算     | 8           | 0           |

#### 出場試合
| 出場試合一覧 | 出場試合一覧  | 出場試合一覧 | 出場試合一覧                | 出場試合一覧   | 出場試合一覧 | 出場試合一覧 | 出場試合一覧           | 出場試合一覧 |
| #            | 開催日        | 開催都市     | スタジアム                  | 対戦国         | 結果         | 監督         | 大会                   | 出典         |
| ------------ | ------------- | ------------ | --------------------------- | -------------- | ------------ | ------------ | ---------------------- | ------------ |
| 1.           | 2021年4月8日  | 仙台         | ユアテックスタジアム仙台    | パラグアイ     | ○ 7-0        | 高倉麻子     | 国際親善試合           | [ 19 ]       |
| 2.           | 2021年4月11日 | 東京         | 国立競技場                  | パナマ         | ○ 7-0        | 高倉麻子     | 国際親善試合           | [ 20 ]       |
| 3.           | 2021年6月10日 | 広島         | エディオンスタジアム広島    | ウクライナ     | ○ 8-0        | 高倉麻子     | 国際親善試合           | [ 21 ]       |
| 4.           | 2021年7月14日 | 亀岡         | サンガスタジアム by KYOCERA | オーストラリア | ○ 1-0        | 高倉麻子     | MS&ADカップ2021        | [ 22 ]       |
| 5.           | 2021年7月21日 | 札幌         | 札幌ドーム                  | カナダ         | △ 1-1        | 高倉麻子     | 2020年東京オリンピック | [ 23 ]       |
| 6.           | 2021年7月27日 | 利府         | 宮城スタジアム              | チリ           | ○ 1-0        | 高倉麻子     | 2020年東京オリンピック | [ 24 ]       |
| 7.           | 2021年7月30日 | さいたま     | 埼玉スタジアム2002          | スウェーデン   | ● 1-3        | 高倉麻子     | 2020年東京オリンピック | [ 25 ]       |
| 8.           | 2022年10月6日 | 神戸         | ノエビアスタジアム神戸      | ナイジェリア   | ○ 2-0        | 池田太       | 国際親善試合           | [ 26 ]       |

## タイトル

### クラブ
- セレッソ大阪堺ガールズ
  - 関西女子サッカーリーグ1部: 3回 (2015、2016、2017)
  - JFA 全日本U-18女子サッカー選手権大会: 1回 (2016)
  - JFA 全日本U-15女子サッカー選手権大会: 1回 (2015)

- セレッソ大阪堺レディース
  - チャレンジリーグWEST: 1回 (2015)
  - なでしこリーグカップ2部: 2回 (2017、2019)

- 日テレ・東京ヴェルディベレーザ
  - WEリーグ: 1回 (2024-25)
  - 皇后杯 JFA 全日本女子サッカー選手権大会: 1回 (2022)

### 代表
- U-19日本女子代表
  - AFC U-19女子選手権: 1回 (2017)
- U-20日本女子代表
  - FIFA U-20女子ワールドカップ: 1回 (2018)

### 個人
- WEリーグ
  - ベストイレブン: 1回 (2024-25)
  - 優秀選手賞: 2回 (2023-24、2024-25)